# Gerardo de Francisco
Gerardo de Francisco Cucalón (Cali; 24 de noviembre de 1937) es un músico, actor y arquitecto colombiano, reconocido por aparecer en varias producciones destacadas en la televisión colombiana como Café, con aroma de mujer, Azúcar y Quieta Margarita. Es el padre de Margarita Rosa y Martín.

## Filmografía

### Televisión
- Un sueño llamado salsa  (2011) — Danilo Wilkins
- Los caballeros las prefieren brutas (2010) — Justo Oviedo
- El fantasma del gran hotel (2009) — Gabriel Toro
- Aquí no hay quien viva (2009) - Papa de Bea
- La dama de Troya (2008) — Ramón Pardo
- Mujeres asesinas (2007)
- Lorena (2005) — Alfredo Madero
- Luna la heredera (2005) — Octavio
- El vuelo de la cometa (2004) — Luis Alfonso Martínez
- El inútil (2001) — Fernan Fernández
- Marido y mujer (1999) — Sergio Duque
- Carolina Barrantes (1998) — Mario Del Castillo
- Hombres (1997) — Mario Miranda
- Oro (1996)
- La Potra Zaina (1993) — Adolfo Bazán
- Café, con aroma de mujer (1993) — Francisco Vallejo
- La otra raya del tigre (1993) — Ricardo Santacruz
- Sombra de tu sombra (1991) — Sferino Ryna
- Azúcar (1989) — Manuel Maria Solaz
- LP loca pasión (1989)
- Quieta Margarita (1988)
- San Tropel  (1987)

### Cine
- Golpe de estadio (1988) Ministro